# 大塘抗日联防区旧址
大塘抗日联防区旧址，位于中国广东省湛江市廉江市石城镇石南大塘村委会，为湛江市廉江市的一个市级文物保护单位，类型为近现代重要史迹及代表性建筑，公布时间为1981年11月12日。
大塘抗日联防区旧址的历史年代为抗日战争时期。